# Jukebox TV
Jukebox TV ist ein privater PayTV-Sender, der seit November 2007 auf Sendung ist. Es ist ein musikorientiertes Programm, in dem unter anderem Popularmusik, Oldies der 1970er, 1980er, 1990er und auch selten der 1960er und 2000er gespielt werden. Jukebox TV ist in Deutschland über die Kabelnetzbetreiber Unitymedia KabelBW und Vodafone Kabel Deutschland zu empfangen. Zudem erfolgt seit 2012 eine Verbreitung über Zattoo. Seit 1. Oktober 2014 erfolgt zusätzlich die Verbreitung via Sky Deutschland. Bei Sky ist das Programm seit Anfang 2019 fester Bestandteil des Starter und Entertainment Grundpakets.

## Jukebox TV HD

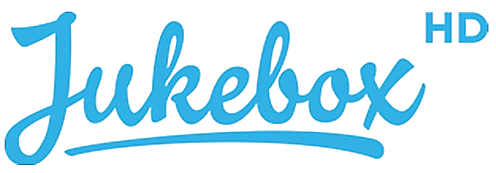
Logo von Jukebox TV HD

Seit dem 8. Mai 2013 sendet Jukebox TV auch in HD. Erstmals war die HD-Version bei dem Schweizer Kabelverbund Quickline empfangbar. Ende 2017 nahm Zattoo das Programm in ihren Katalog auf und waipu.tv folgte Frühling 2018 ebenso.

## Senderlogos

Bis Ende August 2014 verwendetes Logo
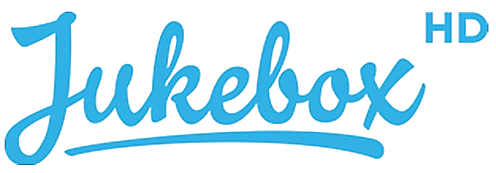
Logo von Jukebox HD
Seit September 2014 verwendetes Logo (OnAir)